# Giovanni Sarotti
Rosolino Giovanni Battista Sarotti (Edolo, 1º maggio 1901 – Hamanlei, 11 novembre 1935) è stato un militare italiano insignito della medaglia d'oro al valor militare alla memoria nel corso della seconda guerra mondiale.

## Biografia
Nacque a Edolo, provincia di Brescia, il 1 maggio 1901, figlio di Giuseppe e di Caterina Azzaroli. Rimasto orfano in tenera età crebbe presso l'orfanotrofio maschile di Brescia. Chiamato a prestare servizio militare di leva nel Regio Esercito con la sua classe, prestò servizio nel 5º Reggimento artiglieria da campagna dal novembre 1920 al luglio 1922. Riammesso in servizio attivo con ferma speciale per la Colonia, sbarcò a Tripoli nel febbraio 1926 assegnato a quella Direzione d'artiglieria. Promosso sergente nell'ottobre 1929, dopo aver frequentato un corso allievi sottufficiali, veniva trasferito al Gruppo squadriglie auto-blindate. Nel settembre 1931 fu promosso al grado di sergente maggiore, entrò in servizio permanente effettivo nel febbraio 1934, e poi fu trasferito nel Regio corpo truppe coloniali della Somalia italiana. Sbarcato a Mogadiscio il 15 febbraio 1935 assegnato alla 1ª Compagnia carri armati del 1º Reggimento fanteria d'Africa. Cadde in combattimento a Hamanlai, durante la guerra d'Etiopia, l'11 novembre 1925, e fu insignito della medaglia d'oro al valor militare alla memoria.